# NGC 467
NGC 467 je galaksija u zviježđu Ribe.

## Vanjske poveznice
- SEDS: NGC 467